# شب قوزی
شب قوزی فیلمی محصول سال ۱۳۴۳ به کارگردانی فرخ غفاری است. این فیلم که سومین ساخته فرخ غفاری است بر اساس یکی از داستان‌های هزار و یک شب نوشته و ساخته شده‌است. این فیلم در زمستان سال ۱۳۴۳ در تهران روی پرده رفت. این فیلم اگر چه در اکران عمومی با اقبال چندانی روبرو نشد ولی در جشنواره‌های کن، کارلوی‌واری و بروکسل مورد تحسین قرار گرفت.

## خلاصه داستان
قوزی یک گروه شادمانی پس ازاجرای یکی از برنامه‌هایش هنگام غذا خوردن خفه می‌شود. اعضای گروه از ترس، جسد او را به خانه‌ای می‌برند که موجب دردسرهایی در آنجا می‌شود و از آن پس این جسد، دست به دست کسانی می‌گردد که هر یک به نحوی در ماجرایی گناهکار می‌باشند و هر کدام سعی می‌کنند به شیوه‌ای از شر این جسد خلاص شوند، تا اینکه سرانجام پلیس، جسد را کشف کرده و خاطیان را دستگیر می‌کند.

## بازیگران
| بازیگر         | نقش             |
| -------------- | --------------- |
| پری صابری      | خانم میزبان     |
| پریا حاتمی     | زن گروه شادمانی |
| خسرو سهامی     | قوزی            |
| محمدعلی کشاورز | مسئول آرایشگاه  |
| فرخ غفاری      | شاگرد سلمانی    |
| فرهنگ امیری    |                 |
| سلمان ونوس     |                 |
| رضا هوشمند     |                 |
| حسن فراهانی    |                 |
| زکریا هاشمی    | افسر نگهبان     |
| فرخ‌لقا هوشمند  |                 |
| قوام پور       |                 |
| کرم علی رضایی  |                 |
| بهروز صیادی    |                 |
| عباس زرندی     |                 |

## اقتباس
فیلم‌نامه شب قوزی از داستان حکایت خیاط، احدب، یهودی، مباشر و نصرانی از شب بیست و چهارم و شب سی و هشتم، هزار و یکشب اقتباس و نگاشته شده‌است. فرخ غفاری و جلال مقدم مکان و زمان هزار و یک شب را به تهران معاصر تغییر داده و در قالب یک کمدی سیاه بخشی از فضای دهه چهل جامعه ایران را به نمایش می‌گذارند.

## نقد و نظر

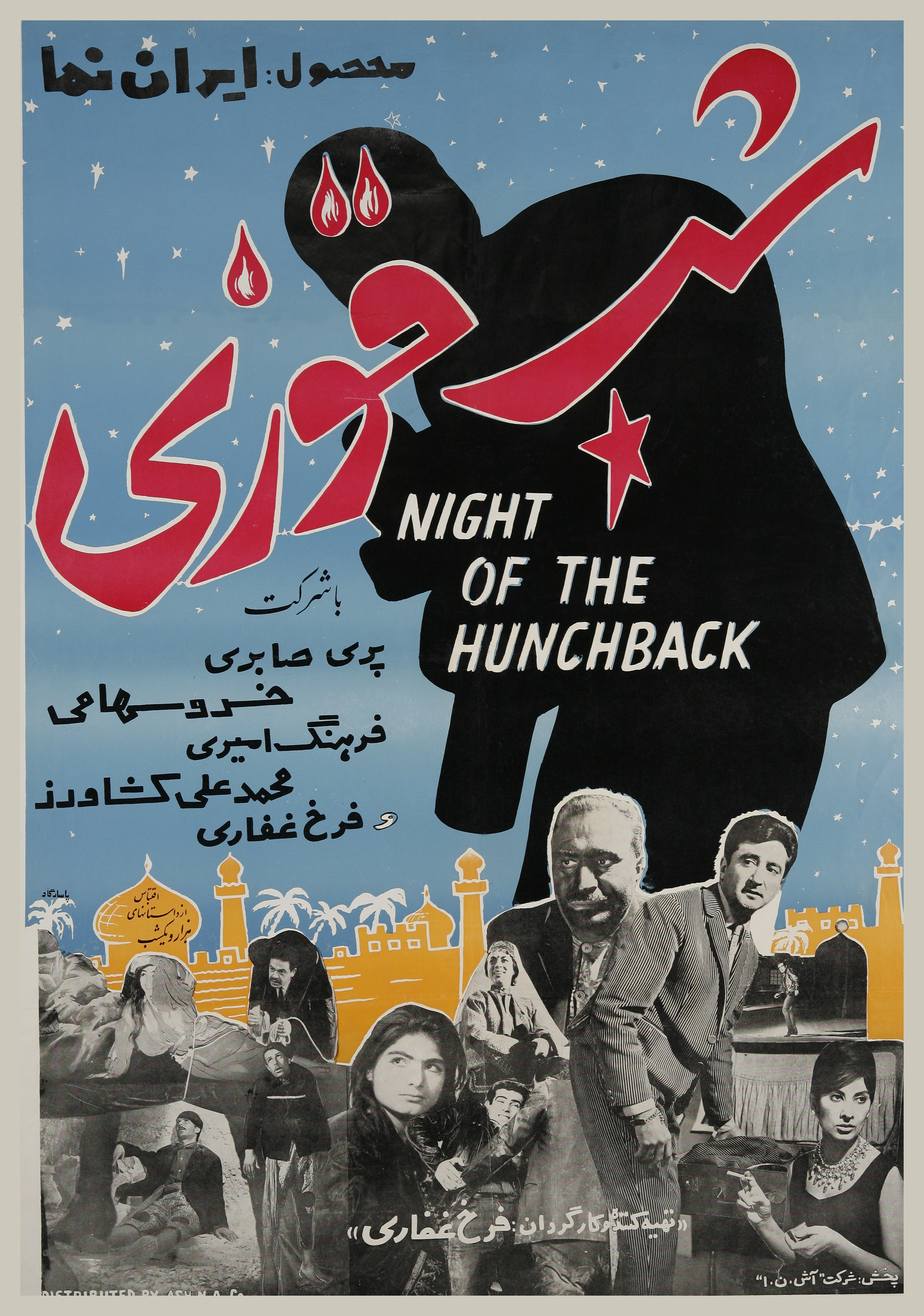
صحنه‌ای از فیلم

هژیر داریوش، پیرامون این فیلم و جوّ سینمایی آن زمان چنین نوشت:
در ایران، صرفنظر از فیلمفارسی، به قول هوشنگ کاووسی که همه کس می‌داند جزو سینما به هیچ صورت حسابشان نمی‌کنیم، در سالهای اخیر یک سری فیلمهای کوتاه، توسط شفتی و فرخزاد و طیاب و غفاری و گلستان و فاروقی و خود من به وجود آمد که در سطح بالاتری از سینمای فیلمفارسی قرار داشتند. اما ما خودمان جایز نشمردیم که در مقابل این آثار فریاد سینمای ایران به‌وجود آمد: یعنی همان فریادی را که سالها در ستاره سینمای آنوقت مثلاً وعده داده بودیم، از گلو بر آوریم. با شکیبایی بی حد منتظر اولین فیلم طویل ایران شدیم، که بتوان اولاً امروز، در مقابل شب قوزی اثر فرخ غفاری (سومین فیلم طویل کارگردانی که قبلاً ۹ فیلم کوتاه مستند نیز ساخته) با جمعیت خاطر کامل اعلام می‌کنیم که سینمای ایران شروع شد اما آنچه مهمتر است، آنچه بیشتر خوشحالمان می‌کند این است که این شروع خوبی است.

در شب قوزی یک سلسله بی دقتیهای فنی در فیلمبرداری و بازی و صدا و مونتاژ به چشم می‌خورد، اما خوانندگان می‌دانند که من، در هنر و سینما تا چه حد به جنبه‌های عملی کار فیلمسازی بی اعتنایم و گفتگو دربارهٔ فیلمبرداری درخشان و بازی خارق‌العاده یا برعکس، آکتوری که در تجسم رلش موفق نمی‌شود را به اهلش واگذار می‌کنم. بعلاوه اینها شب قوزی در ایران ساخته شده و ما از شرایط تهیه اش کم و بیش مطلع هستیم و می‌دانیم که کارگردان، که خودش تهیه‌کننده هم بوده، در هرمرحله از کارش با فقدان وسیله روبرو شده. پس نقایص فنی و عملی شب قوزی در قضاوتمان تأثیر نمی‌گذارد، ولی آنچه دچار هیجانمان می‌کند، این است که خیلی از چیزهایی را که اصولاً در سینما دوست داریم در اثر فرخ غفاری می‌یابیم.

ژرژ سادول منتقد نامدار فرانسوی نوشت: «شب قوزی یک کمدی پرنشاط و به منزله کشف یک سینمای نوین است. داستان با روانی و شیرینی پیش می‌رود و دنیایی با این فیلم آشکار می‌شود. سازنده فیلم دارای قریحه واقعی سینمایی است و اثرش مملو از اشاره‌های شیرین و پرحرارت است. تازگی‌اش موجب موفقیت تجاریش در فرانسه می‌شود.»